# Rheocricotopus baishanensis
Rheocricotopus baishanensis är en tvåvingeart som beskrevs av Wang och Zheng 1991. Rheocricotopus baishanensis ingår i släktet Rheocricotopus och familjen fjädermyggor. Inga underarter finns listade i Catalogue of Life.